# Hannah Zufall

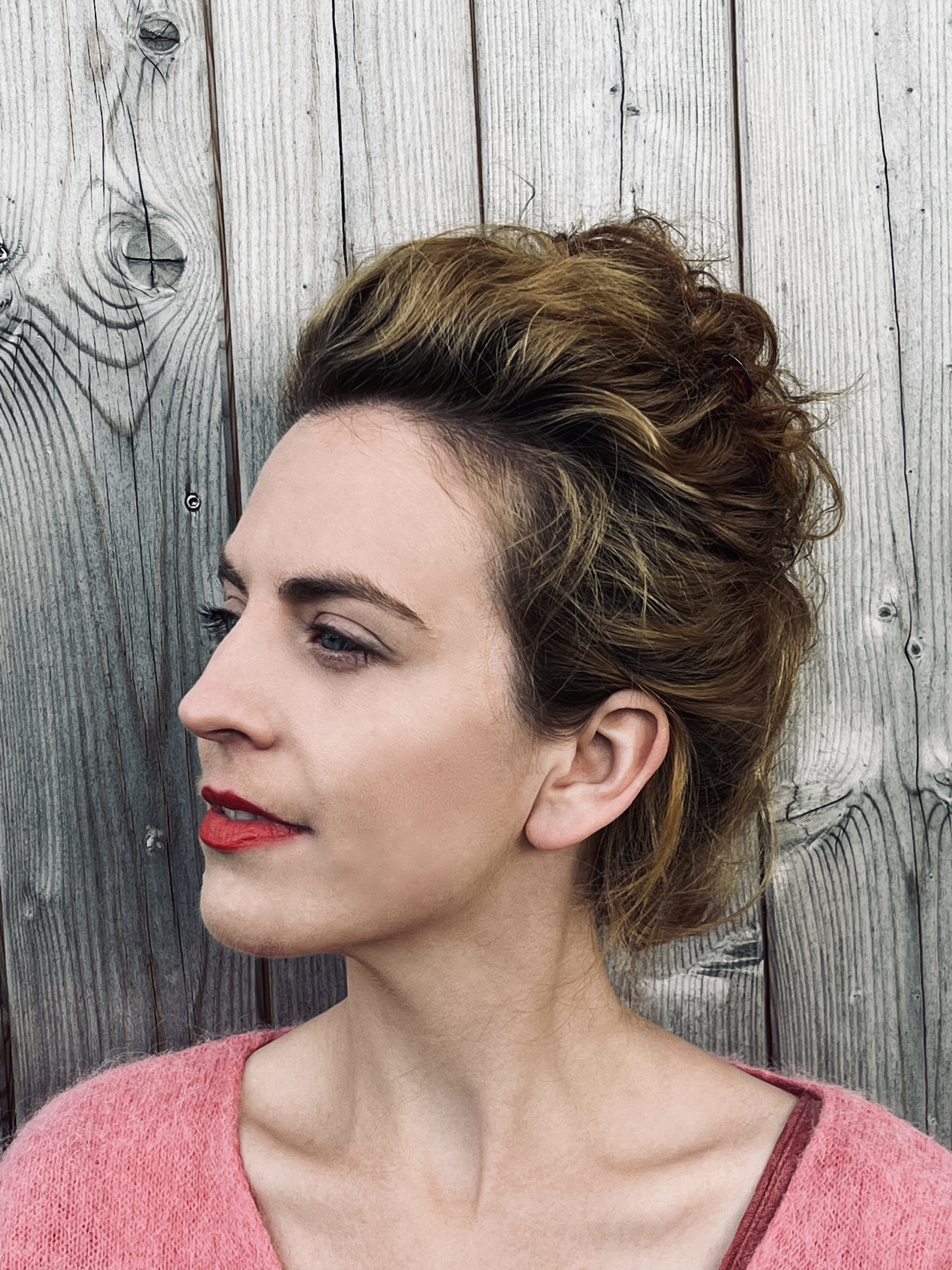
Hannah Zufall (2022)

Hannah Zufall (* 1987 in Bielefeld) ist eine deutsche Autorin, Dramatikerin und Theatermacherin aus Berlin.

## Leben
Hannah Zufall studierte von 2007 bis 2012 Szenische Künste an der Universität Hildesheim als Stipendiatin der Studienstiftung des deutschen Volkes sowie Darstellende Künste an der Universität Aix-Marseille.
Als Regisseurin reüssierte sie in Fællig sein oder Die Schöne und das Tier (Theaterwerkstatt Bethel, Bielefeld 2006) und Made in Kokon (Hildesheim 2009); 2011 stellte sie Mädchen in Rüstung (gemeinsam mit Peer Ziegler, heute Peer Mia Ripberger) beim Festival Körber Studio Junge Regie in Hamburg vor. Als Regieassistentin arbeitete sie zwischen 2012 und 2014 u. a. bei Thomas Ostermeier (Ein Volksfeind), Friederike Heller (Black Rider), Romeo Castellucci (Hyperion), Marius von Mayenburg (Viel Lärm um nichts), Michael Thalheimer (Tartuffe) und Falk Richter (Never Forever) an der Schaubühne Berlin sowie beim Festival Internationaler Neuer Dramatik (FIND).
2018 wurde sie nach einem Forschungsaufenthalt an der University of California in Berkeley in Literaturwissenschaften an der Humboldt-Universität zu Berlin mit einer Arbeit über Märcheninszenierungen für Erwachsene promoviert und erhielt eine Einladung für ein Schreibstipendium in das Künstlerhaus Schloss Wiepersdorf. Sie war von 2018 bis 2019 Literaturstipendiatin der Stadt Jena und wurde bei dem Bochumer Dramatikwettbewerb Spiel.Frei.Gabe ausgezeichnet. 2020 erhielt sie ein Arbeitsstipendium vom Kolleg Friedrich Nietzsche in Weimar und für 2020/21 das Styria-Artist-in-Residence-Stipendium in Graz. 2020/21 schrieb sie für das Literaturhaus Graz an Zweite Welle. Corona-Tagebuch mit. Als Literaturwissenschaftlerin gibt sie immer wieder Vorträge und Lehrveranstaltungen zu Theaterliteratur und Gegenwartsdramatik. Zusammen mit Ariane Koch hat sie 2021 die Initiative Golden Age – für mehr ältere Frauen* auf und hinter der Bühne gegründet.
Zufall arbeitet als Autorin, Dramatikerin und Drehbuchautorin u. a. mit Oliver Bukowski für den RBB sowie am Institut für theatrale Zukunftsforschung im Zimmertheater Tübingen, am Landestheater Memmingen und am Deutschen Theater in Göttingen. Ihre Stücke wurden u. a. zum Heidelberger Stückemarkt 2017 eingeladen.
Sie war eine der Drehbuchautoren der 2. Staffel der Fernsehserie Warten auf’n Bus, die auf dem Filmfest Hamburg mit dem Hamburger Produzentenpreis für Deutsche Fernsehproduktionen (Sonderpreis Kategorie „Serielle Formate“) ausgezeichnet wurde.

## Werke
- MMF. 2015, Drehbuch mit Rebekka Kricheldorf – u. a. Publikumspreis bester Kurzfilm, Grenzland-Filmtage[13]
- Weil sie nicht gestorben sind. Eine Grimm-Trilogie. 2016, UA am Deutschen Theater Göttingen, eingeladen zum Heidelberger Stückemarkt 2017
- Stadtteil-Oper Bremen. 2019, UA, Deutsche Kammerphilharmonie Bremen / Orchestre National Tunesien[14]
- Momo. Ein Live-Hörspiel – mit Thomas Thieme. 2019, UA, Jenaer Philharmonie[15]
- Freund Hein. Ein Audiowalk mit dem Tod. 2020, UA am Institut für theatrale Zukunftsforschung im Zimmertheater Tübingen, Premiere 2020[16]
- Olfaktoria. Ein Audiowalk zum Durchatmen. 2021, UA am ITZ im Zimmertheater Tübingen 2021[17]
- Kopp hoch! (Warten auf’n Bus. Folge 05/02). 2021, Erstausstrahlung im RBB[11]
- Als die Bohne Achterbahn fuhr. 2022, UA am Landestheater Memmingen 2022[18]
- Schimpf & Schande. 2022, UA am ITZ im Zimmertheater Tübingen 2022[19]
- Stadtteil-Oper Leipzig. 2022, UA, Oper Leipzig[20]
- PARDAUZ! SCHNUPDIWUP! KLIRRBATSCH! RABUM! Ein Wilhelm-Busch-Bilderreigen. 2022, UA, mit Rebekka Kricheldorf, Deutsches Theater Göttingen[21]
- Insection. 2022, UA, Theater am Bunker, Bad Wildungen[22]
- Das Ende vom Lied. Ein rauschender Abgesang von Sandy Lopicic und Hannah Zufall. 2023, UA, Schauspielhaus Graz[23]

## Auszeichnungen/Nominierungen
- 2013: Nominierung für den Osnabrücker Dramatikerpreis[2]
- 2014: Nominierung für den Leonhard-Frank-Preis in Würzburg[2]
- 2019: Bochumer Dramatikerpreis Spiel.Frei.Gabe[5]
- 2021: Würdigung beim Retzhofer Dramatikerpreis[24]
- 2022: Auszeichnung beim Deutschen Preis für Nature Writing[25]